# Pieve di San Bartolomeo (San Rocco a Pilli)
La pieve di San Bartolomeo è un edificio sacro che si trova a San Rocco a Pilli nel comune di Sovicille, in provincia di Siena, arcidiocesi di Siena-Colle di Val d'Elsa-Montalcino.

## Storia
Di origine romanica, la pieve di San Bartolomeo a San Rocco a Pilli, dove si tramanda che Santa Caterina abbia ricevuto delle grazie fu completamente rimaneggiata in stile neoclassico, in specie in facciata, per l'intervento di Agostino Fantastici, che la ristrutturò tra il 1820 e il 1824. L'iniziativa per un restauro che ovviasse ad una condizione di dissesto statico, evidenziatasi molto addietro, venne intrapresa dai conti d'Elci, proprietari della tenuta di Cavaglioni.

## Descrizione
Tracce dell'antica struttura medievale si notano all'esterno, sul lato sinistro della navata. Nella facciata col parato a mattoni gli elementi di riferimento classico si alternano sobriamente, dal timpano del coronamento, all'arco a tutto sesto al centro sopra il portale, alle lesene degli spigoli.
All'interno, invece, i riferimenti al Rinascimento si fanno più marcati, nella volta a botte cassettonata, nell'altare in marmo col tabernacolo a tempietto e i due candelabri in stile impero.